# 황철민 (영화 감독)
황철민(1960년 ~ )은 대한민국의 영화 감독이다. 현재 세종대학교 예체능대학 영화예술학과 부교수를 맡고 있다.

## 경력
- 한국독립영화협회 대표
- 세종대학교 예체능대학 영화예술학과 부교수

## 학력
- 베를린영화방송아카데미 학사
- 오스나브뤼크대학교대학원 영화학 석사

## 수상내역
- 2005년 제34회 로테르담 국제영화제 국제비평가상

## 작품 활동
- 1997년 《빌어먹을 햄릿》[1]: 감독
- 2000년 《갈매기》[2]: 감독
- 2001년 《그녀의 핸드폰》[3]: 감독
- 2001년 《옥천 전투》[4]: 감독, 촬영, 편집
- 2002년 《팔등신으로 고치라굽쇼?》[5]: 감독
- 2005년 《프락치》[6]: 각본, 감독, 기획, 촬영
- 2006년 《우리 쫑내자!》[7]: 각본, 감독, 기획, 촬영
- 2007년 《매기, 내 사랑하는 매기야》[8]: 감독, 촬영, 조명, 편집
- 2011년 《양 한 마리, 양 두 마리》[9]: 감독
- 2012년 《나팔꽃》[10]: 감독
- 2013년 《죽지않아》[11]: 감독, 편집
- 2015년 《정조문의 항아리》[12]: 감독
- 2016년 《해파리의 노래》[13]: 감독
- 2017년 《여름방학 (가제)》[14]: 감독